# Donald O'Brien
Donald O'Brien (Pau, 15 settembre 1930 – Andernos-les-Bains, 23 aprile 2018) è stato un attore irlandese naturalizzato francese.

## Biografia
Figlio di un ufficiale americano ritiratosi in Francia, dopo aver frequentato una scuola teatrale a Dublino ottenne la sua prima parte da comprimario nel 1953 in Atto d'amore di Anatole Litvak. In Italia iniziò nel 1960 una lunga carriera nel filone del western all'italiana, perlopiù nel ruolo del "cattivo", grazie alla prestanza fisica.
Nel 1980 fu vittima di un incidente che gli causò gravi lesioni. Successivamente riacquisì in parte le sue abilità motorie e proseguì a lavorare come attore, ma con ruoli limitati.

## Filmografia
- Sesso e alcool (Les Scélerats), regia di Robert Hossein (1960)
- Saint Tropez Blues, regia di Marcel Moussy (1961)
- Dinamite Jack (Dynamite Jack), regia di Jean Bastia (1961)
- Le parigine (Les Parisiennes), regia di Marc Allégret e Claude Barma (1962)
- Processo a Giovanna d'Arco (Procés de Jeanne d'Arc), regia di Robert Bresson (1962)
- Segretissimo spionaggio (Ballade pour un voyou), regia di Claude-Jean Bonnardot (1963)
- Leclerc enquête - episodio Voir Paris et mourir - (serie TV) (1963)
- Il treno (The Train), regia di John Frankenheimer (1964)
- Week-end a Zuydcoote, regia di Henri Verneuil (1964)
- Agente Tigre sfida infernale (Passeport diplomatique agent K 8), regia di Robert Vernay (1965)
- Da New York: la mafia uccide (Je vous salue, mafia!), regia di Raoul Lévy (1965)
- Sotto il tallone (La Metamorphose des cloportes), regia di Pierre Granier-Deferre (1965)
- Tre camere a Manhattan (Trois chambres à Manhattan), regia di Marcel Carné (1965)
- Nick Carter e il trifoglio rosso (Nick Carter et le trèfle rouge), regia di Jean-Paul Savignac (1965)
- L'armata sul sofà (La Vie de château), regia di Jean-Paul Rappeneau (1966)
- L'homme de l'Interpol, regia di Maurice Boutel (1966)
- Le armi segrete del generale Fiascone (Martin Soldat), regia di Michel Deville (1966)
- Grand Prix, regia di John Frankenheimer (1966)
- La notte dei generali (The Night of the Generals), regia di Anatole Litvak (1967)
- Corri uomo corri, regia di Sergio Sollima (1968)
- Il tredicesimo è sempre Giuda, regia di Giuseppe Vari (1971)
- Se t'incontro t'ammazzo, regia di Gianni Crea (1971)
- Quelle sporche anime dannate, regia di Luigi Batzella (1971)
- Lo sceriffo di Rockspring, regia di Mario Sabatini (1971)
- Jesse & Lester - Due fratelli in un posto chiamato Trinità, regia di Renzo Genta (1972)
- La colt era il suo Dio, regia di Luigi Batzella (1972)
- Il giustiziere di Dio, regia di Franco Lattanzi (1973)
- Il sesso della strega, regia di Angelo Pannacciò (1973)
- Sei bounty killers per una strage, regia di Franco Lattanzi (1973)
- Kung Fu nel pazzo West, regia di Yeo Ban-Yee (1973)
- Il ritorno di Zanna Bianca, regia di Lucio Fulci (1974)
- Zanna Bianca alla riscossa, regia di Tonino Ricci (1974)
- I quattro dell'apocalisse, regia di Lucio Fulci (1975)
- Giochi erotici di una famiglia per bene, regia di Francesco Degli Espinosa (1975)
- Keoma, regia di Enzo G. Castellari (1976)
- Mannaja, regia di Sergio Martino (1977)
- Emanuelle e gli ultimi cannibali, regia di Joe D'Amato (1977)
- Yeti - Il gigante del 20º secolo, regia di Gianfranco Parolini (1977)
- Kakkientruppen, regia di Marino Girolami (1977)
- Quel maledetto treno blindato, regia di Enzo G. Castellari (1978)
- Sella d'argento, regia di Lucio Fulci (1978)
- Duri a morire, regia di Joe D'Amato (1979)
- Immagini di un convento, regia di Joe D'Amato (1979)
- Sesso profondo, regia di Frank Martin (Marino Girolami) (1980)
- The Day Christ Died, regia di James Cellan Jones (1980) - film TV
- Zombi Holocaust, regia di Marino Girolami (1980)
- Anno 2020 - I gladiatori del futuro, regia di Joe D'Amato (1982)
- I guerrieri dell'anno 2072, regia di Lucio Fulci (1984)
- Panther Squad, regia di Pierre Chevalier (1984)
- Vendetta dal futuro, regia di Sergio Martino (1986)
- Il nome della rosa (Der name der Rose), regia di Jean-Jacques Annaud (1986)
- La casa 3 - Ghosthouse, regia di Umberto Lenzi (1988)
- Mortacci, regia di Sergio Citti (1989)
- Una vita scellerata, regia di Giacomo Battiato (1990)
- Fuga dal paradiso, regia di Ettore Pasculli (1990)
- Quest for the Mighty Sword, regia di Joe D'Amato (1990)
- La setta, regia di Michele Soavi (1991)
- Ritorno dalla morte - Frankenstein 2000, regia di Joe D'Amato (1992)
- Briganti - Amore e libertà, regia di Marco Modugno (1993)
- Storia di una capinera, regia di Franco Zeffirelli (1993)
- Miele dolce amore (Honey Sweet Love), regia di Enrico Coletti (1994)

## Doppiatori italiani
- Renato Mori in Keoma, Mannaja
- Mario Erpichini in Jesse & Lester - Due fratelli in un posto chiamato Trinità, I quattro dell'apocalisse
- Sergio Fiorentini in Quelle sporche anime dannate, Emanuelle e gli ultimi cannibali
- Renato Turi in Corri uomo corri, Giochi erotici di una famiglia per bene
- Arturo Dominici in Duri a morire
- Glauco Onorato in Sella d'argento
- Luciano De Ambrosis in Il treno
- Sergio Graziani in  Briganti- Amore e libertà
- Giorgio Piazza in Il tredicesimo è sempre giuda
- Sergio Rossi in Se t'incontro t'ammazzo